# Johan Driessen
Johannes Henricus Antonius (Johan) Driessen (Cuijk en Sint Agatha, 4 juni 1981) was van 17 juni 2010 tot 20 september 2012 namens de Partij voor de Vrijheid lid van de Tweede Kamer der Staten-Generaal. Driessen vormde samen met de Tweede Kamerleden Louis Bontes, Joram van Klaveren en later Laurence Stassen het bestuur van VoorNederland (VNL). Daarnaast was hij bestuurslid van de Stichting Belastingbetalers en is hij voorzitter van het Adam Smith Instituut.

## Biografie
Driessen studeerde rechten aan de Radboud Universiteit Nijmegen en de Universiteit van Wenen. Tijdens zijn studie was hij lid van de JOVD; op politiek vlak bewonderde hij Frits Bolkestein, Pim Fortuyn, Margaret Thatcher en Ronald Reagan. Na zijn studie was hij in Den Haag werkzaam als advocaat bij BarentsKrans op het terrein van het financieel procesrecht en het bank- en effectenrecht.
In 2007 solliciteerde hij bij de PVV als medewerker Justitie en Buitenlandse Zaken. Hij werd de persoonlijk medewerker van Geert Wilders. Hij werd Tweede Kamerlid voor de PVV, maar belandde in 2012 op een uiteindelijk onverkiesbare plaats.
Driessen schreef in 2011 en 2012 columns voor de website De Dagelijkse Standaard. Sinds 2013 werkt Driessen aan de Universiteit van Amsterdam aan een proefschrift op het gebied van de vrijheid van meningsuiting.

## Partij voor de Vrijheid
Driessen was van februari 2007 tot aan zijn beëdiging tot Tweede Kamerlid senior beleidsadviseur bij de Tweede Kamerfractie van de Partij voor de Vrijheid. Hij was de persoonlijk medewerker van Geert Wilders, functioneerde als zijn vertrouweling en schreef speeches voor hem. Hij werkte daarbij vaak samen met Martin Bosma. Hij beheerde tevens de partijkas.
Wilders stimuleerde Driessen zich verkiesbaar te stellen voor de Tweede Kamer. Van 17 juni 2010 tot 20 september 2012 was hij lid van de Tweede Kamer. Driessen was woordvoerder ontwikkelingssamenwerking, Afrika, noodhulp, subsidies en vrijheid van meningsuiting. Hij was lid van de vaste Kamercommissies voor Buitenlandse Zaken en Europese Zaken. Ook was hij lid van de contactgroep België.
In 2012 stond hij op de kieslijst van de PVV op de 22e plaats waardoor hij niet terugkeerde in de Tweede Kamer. Driessen interpreteerde deze lagere plaatsing als een poging van Wilders om hem en Joram van Klaveren uit elkaar te drijven. Driessen verliet enige tijd later de partij.

## VoorNederland
Driessen sloot zich eind 2013 aan bij onafhankelijk Tweede Kamerlid Louis Bontes, die uit de PVV-fractie was gezet. Met Van Klaveren, eveneens een ex-PVV'er, vormde Bontes later de Groep Bontes/Van Klaveren. Op 28 mei 2014 werd de nieuwe politieke partij VoorNederland (VNL) opgericht. Bontes werd partijvoorzitter, Van Klaveren secretaris en Driessen penningmeester. De partij profileerde zich met conservatieve, liberale en rechtse opvattingen. Op 17 juni 2017 besloot VNL zich te ontbinden.